# Holy Ghost Sporting Club
El Holy Ghost Football Club es un equipo de fútbol de Botswana que juega en la Primera División de Botsuana, la segunda división de fútbol del país, tras descender de la primera división nacional en la temporada 2023-2024.

## Historia
El club fue fundado en 2009 por Holy Ghost House International Ministries, una iglesia con sede en la ciudad de Mmopane.
En 2013, contó con Kopano Phakedi como entrenador, quien había dirigido anteriormente a clubes de primera división como el Extension Gunners, donde también había jugado antes de iniciar su carrera como técnico, y el Uniao Flamengo Santos. Desde la temporada 2012-2013 hasta 2018-2019, el club jugó en la Primera División de la Asociación Regional de Fútbol de la Ciudad de Gaborone, una de las ligas regionales de la tercera división del país. En esta última tempor alcanzó el primer puesto de la liga local, tras lo cual ganó los playoffs del bloque sur para la Primera División Sur. En la Copa Orange de la FA fueron eliminados en la primera ronda del Bloque Sur por el Red Sparks.
En la temporada 2019-2020, el club fue entrenado por el «Mayor» David Bright para la Primera División. Sin embargo, debido a la pandemia de COVID, se suspendió la liga. A pesar de ello, el Holy Ghost logró un 6.º puesto esa temporada, con 6 victorias, 6 empates y 6 derrotas. En la copa fueron eliminados en la ronda preliminar por el Mochudi Rovers tras ser derrotados por 3-2.
En diciembre de 2021, el club contrató a Oupa Kowa como nuevo entrenador. Terminaron la temporada con el título de la Primera División, todavía con Kowa al frente, con una campaña de 13 victorias, 6 empates y 3 victorias. Sin embargo, la temporada siguiente, en agosto de 2022, el entrenador fue despedido a pesar de los resultados de la temporada anterior. El club intentó entonces resolver la situación contratando a Rapelang Tsasilebe en su lugar, pero tras los malos resultados, lo despidieron en diciembre.  Para sustituirlo, contrataron a Phillimon Makwengwe en febrero, y con él el equipo tuvo un comienzo fulgurante, venciendo en la liga a clubes como Townsheep Rollers y Eleven Angels.
En la temporada 2022-2023, entrenado por Philimon Makwengwe, el club se salvó por los pelos del descenso a Primera División. Sin embargo, debido a problemas de planificación interna, se decidió que Makwengwe dimitiera y que el zambiano Reuben Njavera asumiera el cargo de entrenador. En febrero de 2024, tras una campaña negativa con 14 puntos en 15 partidos, y después de que los medios de comunicación informaran de que llevaba 6 meses sin cobrar, Njavera dimitió. El club decidió entonces nombrar a Goitseone Mompati entrenador interino para el resto de la temporada. En abril de 2024, el periódico Botswana Guardian informó de que el Holy Ghost FC no pagaba los salarios de sus jugadores, así como de acusaciones de que el club había amañado las firmas de algunos de sus contratos. Además, acusaban a la administración de la iglesia de no tomarse en serio su bienestar. Al mes siguiente, tras una campaña por debajo de lo esperado en su primera temporada en la Liga Premier de Botsuana, el club acabó descendiendo, lo que se confirmó tras un empate a 2-2 con el Matebele FC.

## Palmarés
- Primera División de Botsuana: 1

2021-2022
- Primera División de la Asociación Regional de Fútbol de la Ciudad de Gaborone: 1

2018-2019